# حبيل الحجر (الملاح)

تعديل مصدري - تعديل

حبيل الحجر هي إحدى قرى عزلة الملاح بمديرية الملاح التابعة لمحافظة لحج، بلغ تعداد سكانها 36 نسمة حسب تعداد اليمن لعام 2004.